# ناحیه بوشقوف
ناحیه بوشقوف (به عربی: دائرة بوشقوف) یک ناحیه در الجزایر است که در استان قالمه واقع شده‌است. ناحیه بوشقوف  ۴۳٬۳۸۷ نفر جمعیت دارد.